# Raoul Vaneigem
Raoul Vaneigem (ur. 21 marca 1934 w Lessines, Hainaut) – belgijski pisarz, mediewista, polihistor, rewolucjonista. Od 1961 do 1970 roku był członkiem Międzynarodówki Sytuacjonistycznej. Jego idee wywarły wpływ na wydarzenia w maju 1968 r. i późniejsze ruchy kontestacyjne. 

## Twórczość
Autor kilkunastu książek, w których rozwija koncepcje Rewolucji życia codziennego (m.in. Le livre des plaisirs, Adresse aux vivants…, Pour une internationale du genre humain) lub też oddaje się „wiedzy radosnej” (studia poświęcone historii herezji, liczne pamflety, monografie). W 2003 roku ukazały się jego autobiograficzne zapiski: Le Chevalier, la Dame, le Diable et la Mort.
Książka Rewolucji życia codziennego ukazała się w listopadzie 1967 roku, głosząc aksjomat, że człowiek nie jest skazany na „życie martwym czasem”. Pół roku później jej entuzjastyczne recenzje pojawiły się na ulicach Paryża, Strasburga i Rennes, frazy Rewolucji życia codziennego ozdobiły mury fabryk i uniwersytetów, także poza granicami Francji. Legenda głosi, że w 1968 roku Rewolucja życia codziennego była też najchętniej kradzioną książką we Francji. 